# Follonica
Follonica – miasto i gmina we Włoszech, w regionie Toskania, w prowincji Grosseto.
Według danych na rok 2004 gminę zamieszkiwały 20 924 osoby, 380,4 os./km².

## Galeria

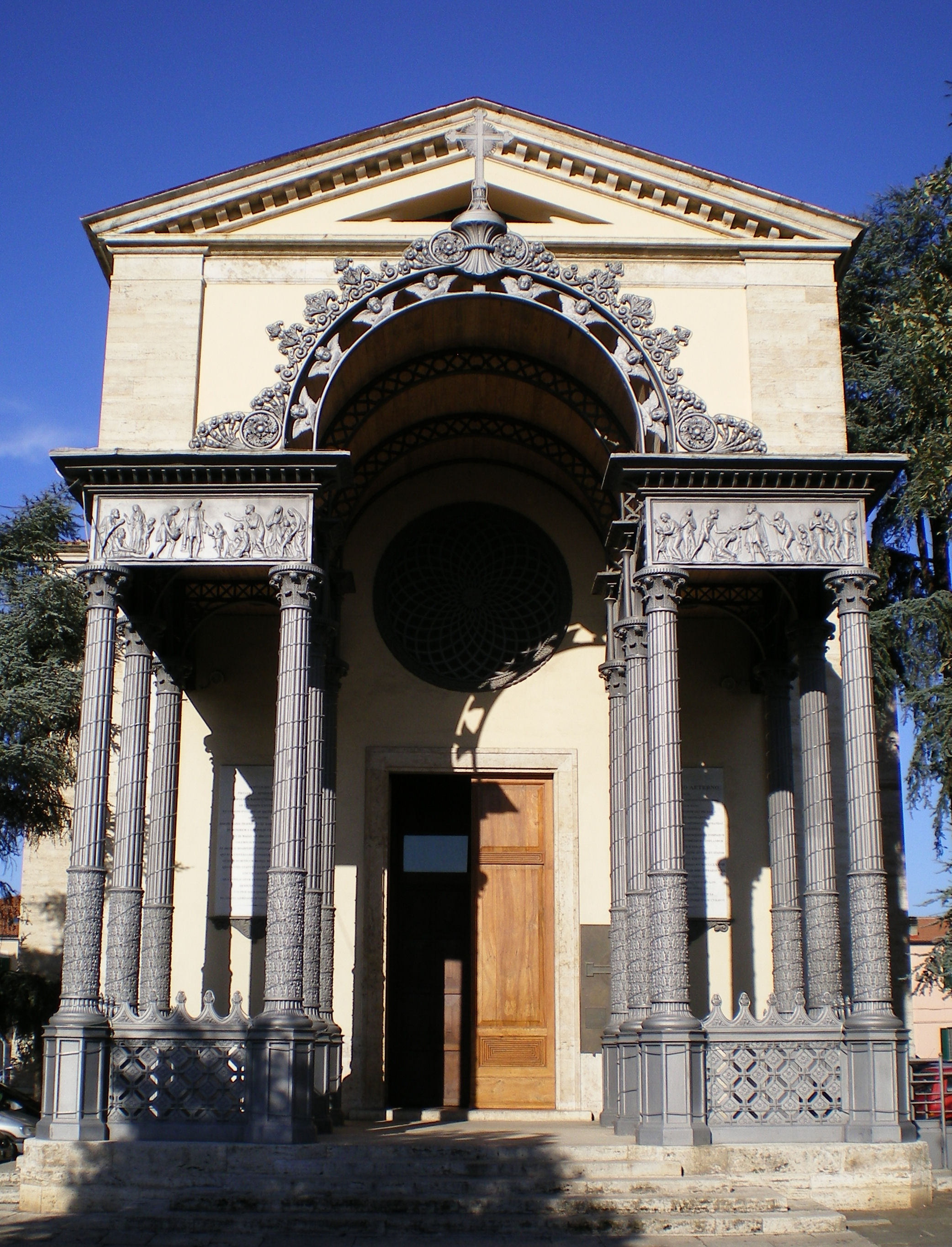
Kościół św. Leopolda
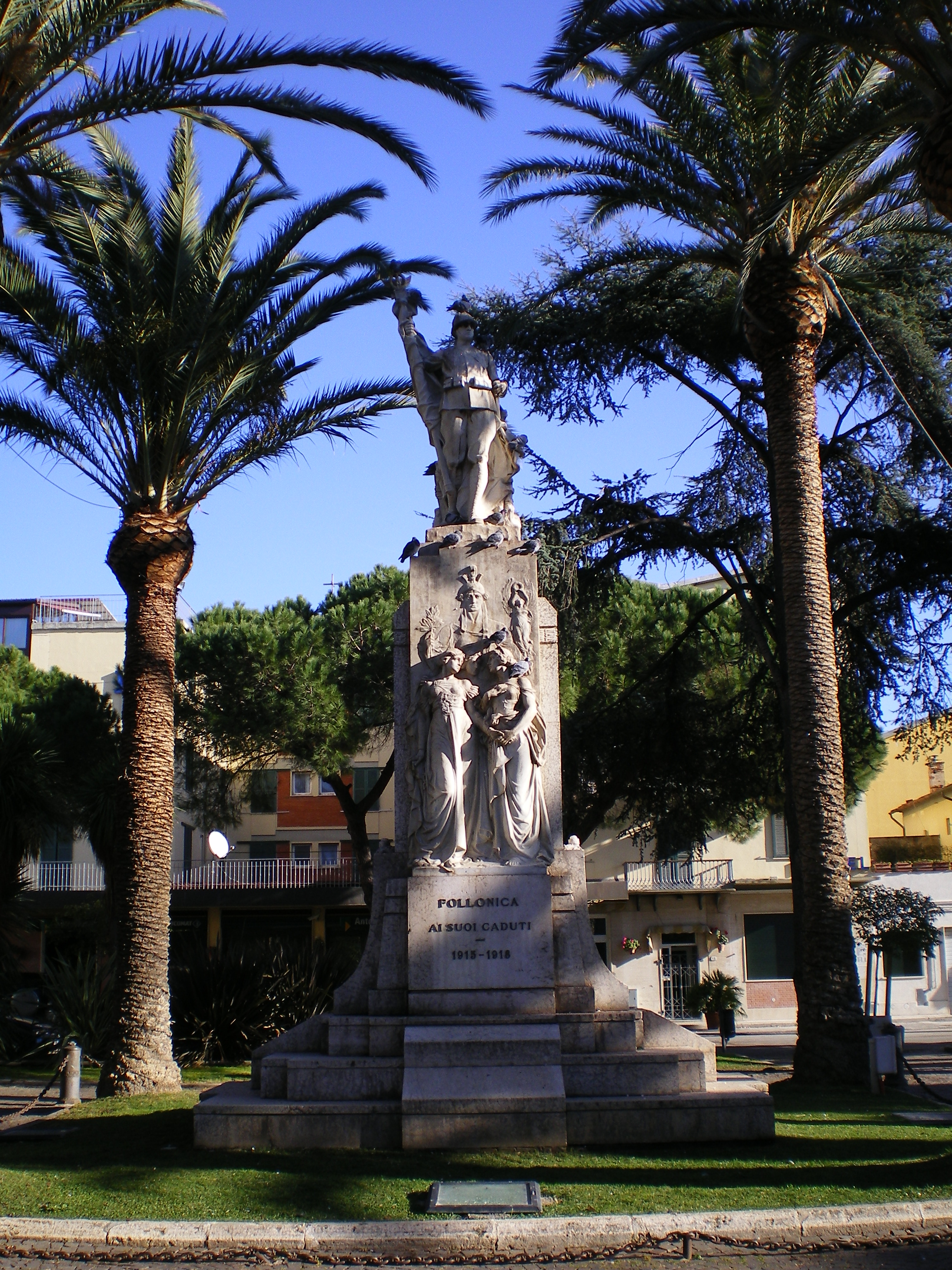
Pomnik I wojny światowej
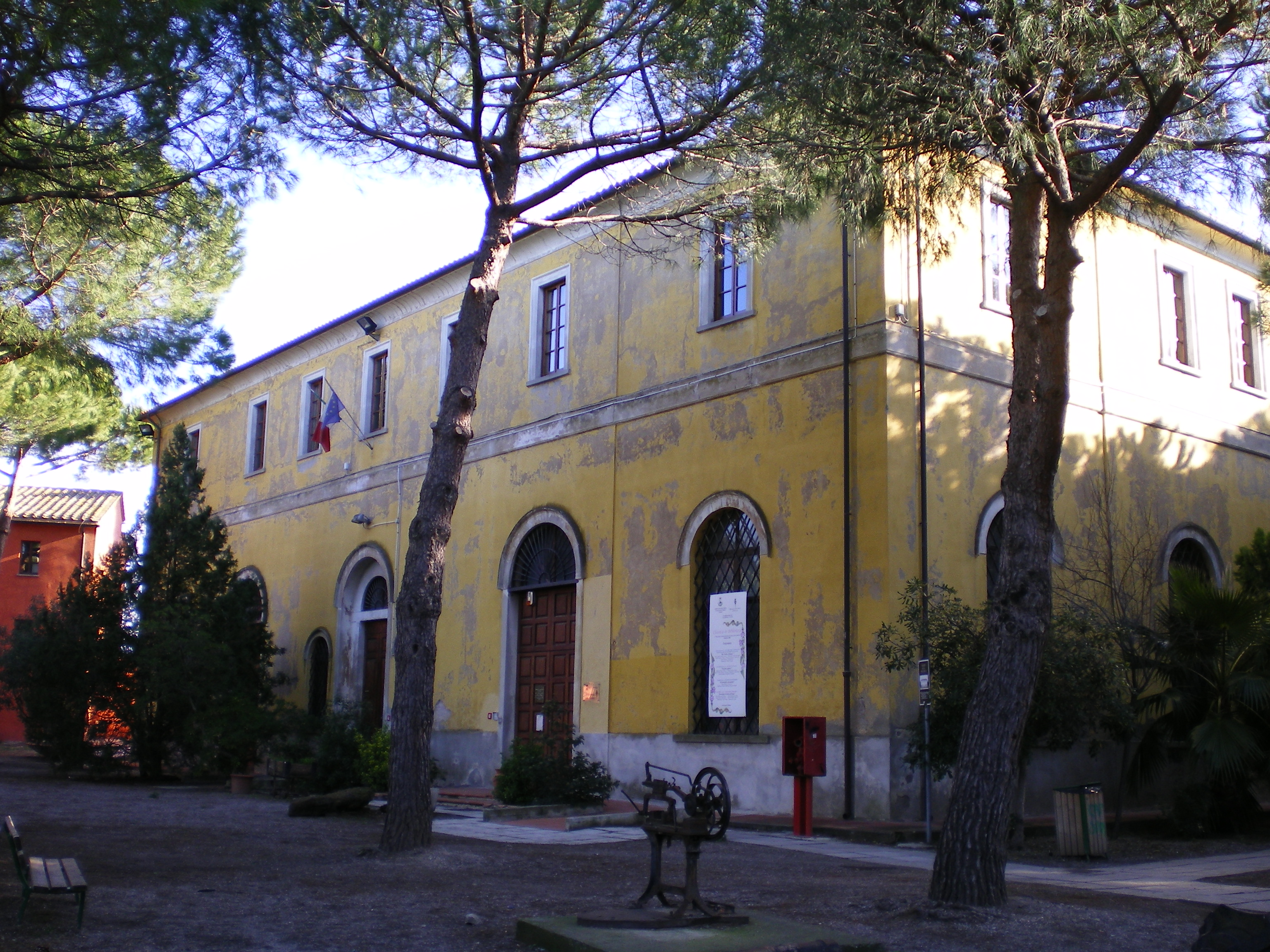
Gmach biblioteki miejskiej
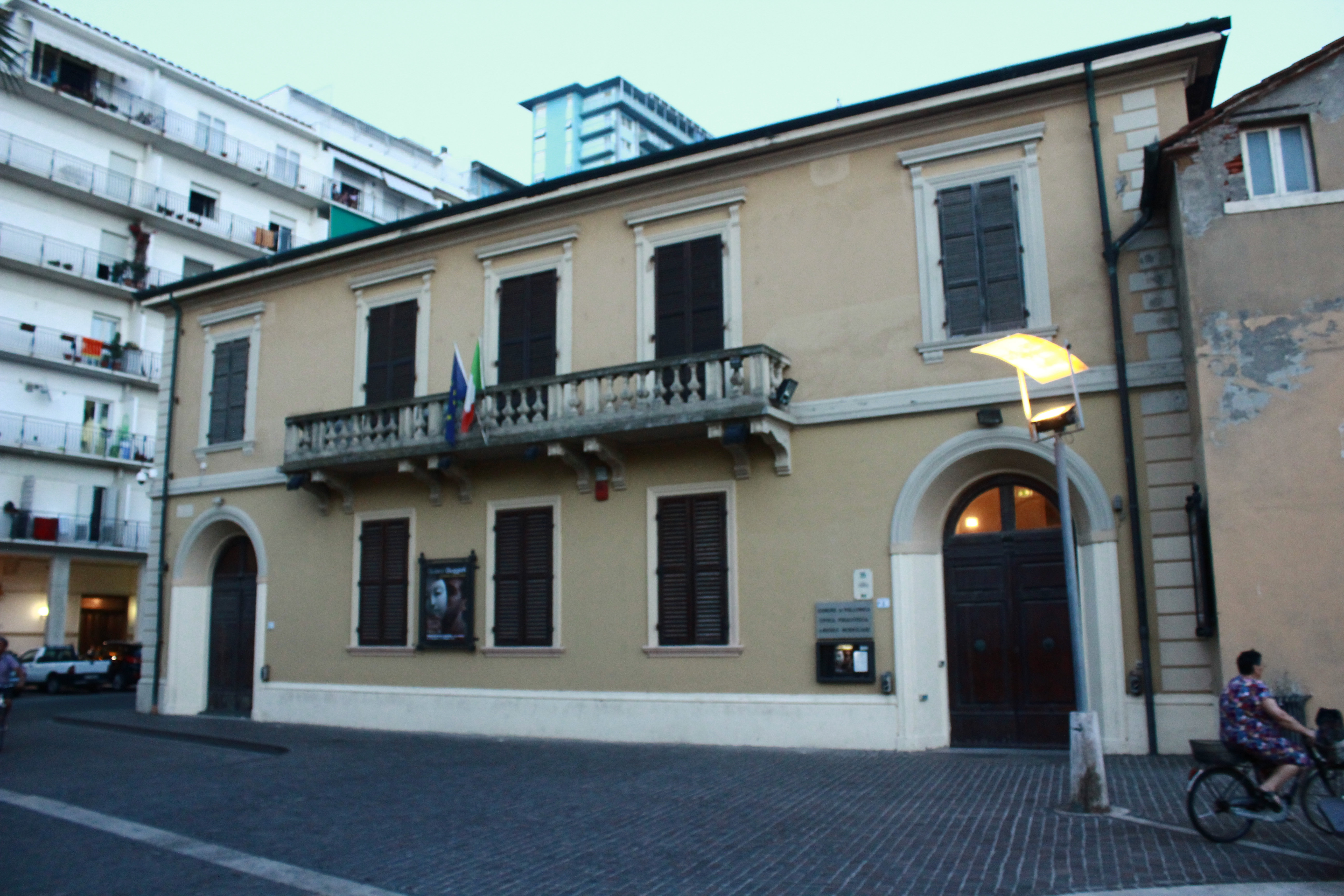
Budynek galerii sztuki

## Współpraca
Miejscowości partnerskie:
- Charleroi, Belgia[1]
- Hedemora, Szwecja
- Kołobrzeg, Polska